# Adó
Az adó a természetes vagy jogi személyek által a felettes hatalomnak kötelezően fizetendő rendszeres (esetenként rendkívüli) anyagi – leginkább pénzbeli – juttatás.
Korunkban a „felettes hatalom” szerepét az állam vagy az önkormányzatok, illetve ezek szervei töltik be. Ezen szervek az adókon kívül más kötelező juttatásokban is részesülnek; az adókat ezektől (például a járulékoktól és az illetékektől) az különbözteti meg, hogy az adófizetőknek befizetésükért cserébe nincs joguk ellenszolgáltatást kérni. Az adózás kötelező jellegét napjainkban törvények biztosítják.
Közgazdasági szempontból az adók a háztartási és vállalati szektor, valamint a külföld által az államnak folyósított transzferek. A mikroökonómia az adóknak az egyes piacok működésére, a makroökonómia pedig különféle összgazdasági változókra, például a GDP-re, a fogyasztásra vagy a munkanélküliségre gyakorolt hatását vizsgálja.

## Története
Lásd: Az adózás története

## Funkciói
Az adóknak három gazdasági funkcióját szokás elkülöníteni. Ezek a funkciók az adókat kivető hatalom céljaiként is értelmezhetők.

### Fedezeti funkció
Az adók talán legfontosabb funkciója az állami (önkormányzati) kiadások fedezetének biztosítása, ezáltal az államháztartás egyensúlyának és az állami rendszerek működésének fenntartása.

### Befolyásolási funkció
Az adókat és adókedvezményeket az állam (önkormányzat) a piaci szereplők magatartásának befolyásolására is használhatja. Ha társadalmi vagy állami igény mutatkozik egyes viselkedésformák szankcionálására (például alkoholfogyasztás), akkor megoldás lehet az ehhez kapcsolódó adók mértékének jelentős megemelése (esetünkben a jövedéki adóé). Az adókedvezmény ezzel ellentétes, ösztönző hatás kifejtésére „használható”.

### Elosztási vagy arányosítási funkció
Az állam egyik legfontosabb feladata a jövedelmek újraelosztása (redisztribúció). Az adók ebben éppen olyan fontos szerepet játszanak, mint a rendszer másik oldalán a szociális juttatások. Az arányosítás fogalma kissé eltér ettől: ebben az esetben az állam az „igazságtalanul” szerzett jövedelmek elvételére törekszik. Ezek beazonosítása persze korántsem egyszerű és egyértelmű.
A befolyásolási és az elosztási funkció állami és önkormányzati gyakorlása számos vita forrása. Közgazdászok egy része úgy véli, hogy ezen két funkció mértékét az államnak a lehető legkisebbre kellene korlátoznia.
- Az adózás története
- Az adórendszer

### Adózási alapfogalmak
Az adóalany az a magánszemély, jogi személy vagy jogi személyiséggel nem rendelkező szervezet, akit az adó befizetésének kötelezettsége terhel. Önadózásnál mindez kiegészül az adó megállapításának és a fizetendő összeg kiszámításának kötelezettségével.
Önadózás az a tevékenység, amelynek során az adóalany maga határozza meg az általa fizetendő adó mértékét. Ellentéte a kivetéses adózás, amikor az adózási kötelezettséget és az adó összegét az adóhatóság állapítja meg. Önadózás esetén az adóhatóságnak csupán az ellenőrzés és – a valóságtól való eltérés felfedezése esetén – a szankcionálás a feladata.
Az adó tárgya valamilyen jogviszony vagy gazdasági esemény, amiből az adófizetési kötelezettség származik. Az adóalap az adó tárgyának valamilyen mennyiségben (többnyire pénzben) történő megfogalmazása.
Az adó mértéke az a pénzösszeg, amit ilyen címen az adóalanynak be kell fizetni. Az adó mértéke és az adóalap közti összefüggést az adókulcs mutatja. Az adóalap függvényében valójában kétféle adókulcs is definiálható: az egyik az átlagadókulcs, ami az adó mértékének és az adóalapnak a hányadosa; a másik pedig a határadókulcs, ami az adóalap utolsó pénzegységére jutó terhet mutatja meg. Mindkét adókulcsot százalékos formában szokás meghatározni.
Az adómentesség azt jelenti, hogy az adóalanynak az adót nem kell megfizetnie, mert az egyébként fennálló adókötelezettség alól mentesül.
Az adókedvezmény az adó összegének mérséklését vagy fizetési halasztás engedélyezését jelenti.

### Közvetlen és közvetett adó
Közvetlen (egyenes) adó esetén az adóalany megegyezik azzal a személlyel, akit gazdasági értelemben az adó terhel. Ilyen adófajta például a vagyonadó.
Közvetett adóról beszélünk, ha az adóalany különbözik az adóteher viselőjétől; például az általános forgalmi adó esetében az adót az érintett termék vagy szolgáltatás eladóinak kell megállapítani és megfizetni (tehát ők az adóalanyok), viszont az adó összegét áthárítják, így az végső soron a fogyasztót terheli.

### Progresszív, proporcionális és degresszív adó
Az átlagadókulcs mértékének az adóalap függvényében történő változása határozza meg, hogy egy konkrét adófajtát a fenti három közül melyik csoportba sorolunk.
Progresszív adóról beszélünk, ha az átlagadókulcs nő az adóalap emelkedésével. Ez akkor valósulhat meg, ha a határadókulcs is növekszik, legalább egy alkalommal. A progresszív adó lehet lineáris (amikor az átlagadókulcs növekedése egyenletes) vagy sávos (amikor a határ-, és ezáltal az átlagadókulcs emelkedésében „ugrások” tapasztalhatók). Utóbbira jó példa a magyarországi személyi jövedelemadó 2010-ig működő rendszere .
Proporcionális adó (flat tax) esetén az átlagadókulcs konstans. Ez természetesen azt jelenti, hogy a határadókulcs is azonos minden adóalap mellett. Proporcionális adó például az általános forgalmi adó, de 2011-től kezdve Magyarországon is ilyen szisztéma alapján működik a személyi jövedelemadózás.
A degresszív adók az előző két csoporthoz képest ritkának mondhatók; ezeknél az átlagadókulcs az adóalap növekedésével csökkenő tendenciát mutat. Megvalósulhat ez például úgy, hogy adóalaptól függetlenül minden adóalanynak ugyanazt az összeget kell befizetnie.

## Az adók közgazdaságtana

### Mikroökonómiai megközelítés
A mikroökonómia az adókat a piacok működését befolyásoló külső tényezőkként kezeli. Ebből a szempontból az adók két csoportra oszthatók: olyan adókra, amelyek megváltoztatják a racionális piaci szereplők viselkedését, és így hatással vannak a piaci egyensúlyra; és olyanokra, amelyek ugyan befolyásolják az egyes piaci szereplők jólétét, de – legalábbis bizonyos feltételek mellett – az egyensúlyt változatlanul hagyják.
Utóbbi csoportba tartozik például a monopólium profitját terhelő fix összegű adó. Ha a monopolvállalat profitja minden kibocsátási szinten és minden ár mellett ugyanazzal a konstans összeggel csökken, akkor továbbra is ugyanazt a kibocsátás–ár kombinációt választja, mint korábban. Vagyis az adónak nem volt hatása a piaci viszonyokra, csak jövedelem-átcsoportosítást jelentett a monopolistától az állam irányába. (Persze ez csak akkor igaz, ha az adó nem volt nagyobb a profit egészénél; ez utóbbi esetben ugyanis a monopolvállalat csődbe menne.) Bonyolultabb eszközökkel, de belátható az is, hogy – számos feltétel teljesülése esetén – a vagyonadó, bár közvetlenül befolyásolja a piaci döntéseket, összességében nincs hatással a piaci mechanizmusok Pareto-hatékonyságára.
Az előbb leírtaktól nagymértékben különböznek a forgalmi és jövedelemadók, amelyek végső soron a termékek és szolgáltatások, illetve a munkaerő piaci árába épülnek be. Ha egy jószág eladóit az állam a jószág minden egyes egységének értékesítése után konstans t összegű adó befizetésére kötelezi (ezt mennyiségi adónak szokás hívni, ellentétben az ad valorem adóval, amit a jószág árának valahány százalékában állapítanak meg), akkor ez végső soron a jószág értékesítésének költségeként jelenik meg az eladó számára, így olyan hatással jár, mintha a határköltséggörbe (az egy pótlólagos jószágegység kibocsátásának költségét leíró függvény) felfelé tolódott volna el, méghozzá t egységgel. Versenyzői piacon a határköltséggörbe azonos a kínálati görbével, így ez utóbbi is t-vel tolódik el felfelé. (Nem versenyzői piacokon bonyolultabb az összefüggés, de a határköltség növekedése itt is a kínálati függvény felfelé tolódását eredményezi valamekkora – t-től függő – mértékben.)
A kínálati függvény elmozdulása a piaci egyensúly megváltozásával jár. A kibocsátás csökken, a vevők által fizetendő piaci ár (az ábrán PD) pedig emelkedni fog (emiatt beszélhetünk az adók piactorzító hatásáról). Az ár növekedése 0 és t között lesz; mértéke a keresleti és kínálati görbék árrugalmasságától függ. Szélsőséges eseteket tekintve: ha a keresleti függvény vízszintes (tökéletesen rugalmas) vagy a kínálati függvény függőleges (tökéletesen rugalmatlan), akkor az árnövekedés 0, vagyis az eladók egyetlen forintot sem tudnak az adóból áthárítani. Ha viszont a kereslet függőleges (tökéletesen rugalmatlan) vagy a kínálat vízszintes (tökéletesen rugalmas), akkor az ár t-vel nő, azaz az eladók képesek az adó teljes összegének áthárítására.
Tekintsük végül az adó bevezetésének összjóléti hatásait. Az bizonyos, hogy az adó hatására a fogyasztói és termelői többletek is csökkentek. Ugyanakkor az államnak {\displaystyle t\cdot Q} bevétele keletkezett, amit nem „nyel el”, hanem valamilyen elvek szerint (a politikai akarat függvényében) újraoszt a fogyasztók és termelők között. Mondhatjuk-e ennek figyelembevételével azt, hogy összességében rosszabb a helyzet, mint az adó kivetése előtt volt?
A neoklasszikus mikroökonómia szerint igen. Ez az irányzat ugyanis a „társadalmi hasznosságot” a többletek egyszerű összegeként értelmezi. Ha összeadjuk az adózás utáni fogyasztói, termelői és „állami” többletet, az kisebbnek adódik, mint a többletek összege az adózás előtt. A különbség az ábrán szürkével jelölt holtteherveszteség. Ez a terület a társadalom számára „elveszett” az adó bevezetésével. A holtteherveszteség négyzetesen arányos t értékével: ha az adó összegét az állam kétszeresére emeli, akkor a holtteherveszteség a korábbinak négyszerese lesz.
A mikroökonómia és a jóléti közgazdaságtan más irányzatai szerint nem olyan egyszerű a válasz, mint a neoklasszikusok számára. Ezen iskolák úgy gondolják, hogy a társadalmi hasznosság nemcsak a többletek összegének, hanem a hasznosságok társadalmon belüli megoszlásának is függvénye. Ha pedig az adó révén megindult újraelosztási folyamat igazságosabbá teszi az említett megoszlást, ez a hatás ellensúlyozhatja a többletek összegének csökkenését.
Meg kell még jegyeznünk, hogy az adók fent említett „társadalmi költségét”, a holtteherveszteséget sok közgazdász szerint lényegesen meghaladják az adózás úgynevezett közvetett költségei: ezek abból fakadnak, hogy az adó által érintett személyek vagy csoportok jelentős erőforrásokat fordítanak adóalapjuknak a hatóság előli elrejtésére, az adóval kapcsolatos politikai döntések befolyásolására, és így tovább.

### Makroökonómiai megközelítés
A makroökonómia rendszerint nemcsak, sőt nem elsősorban az adók okozta piactorzulásokkal foglalkozik, hanem azok transzferszerepére tekint: az adók pénzt „vesznek el” a háztartásoktól és juttatnak az államnak, ezért csökkentik
1. a háztartások fogyasztásra és megtakarításra fordítható nettó jövedelmét;
2. a költségvetési hiányt (azáltal, hogy növelik az állam bevételeit).

A keynesiánus közgazdászok szerint az adók használhatók a gazdasági válságok enyhítésére. Recesszió idején az állam az adók csökkentésével ösztönözheti a fogyasztást (jól előrejelezhető mértékben), aminek köszönhetően nő a GDP és csökken a válság mélysége. Másfelől az államnak nem kell a csökkenő adóbevételeket azonnal a kiadások visszafogásával ellensúlyoznia, mert megnövelheti a költségvetési hiányt, amit a válság utáni időszakban az adók emelésével megszüntethet. Ezen elméleti megállapítások gyakorlati alkalmazhatósága azonban több okból is erősen vitatott a makroökonómusok körében.

## Lásd még (történelmi adóformák)
- Ablakadó
- Örökösödési illeték (régebben: adó)